# 若虛書室
22°26′39.09″N 114°00′29.19″E / 22.4441917°N 114.0081083°E

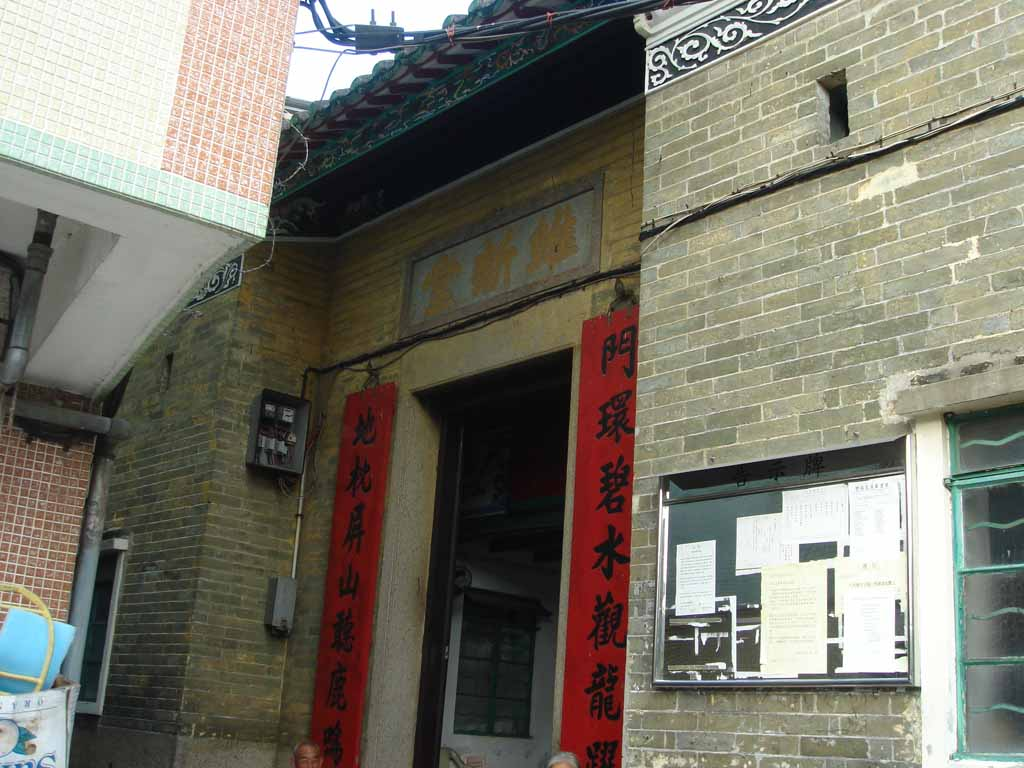
若虛書室

若虛書室，又名維新堂，座落於香港元朗屏山坑尾村內，鄰近洪聖宮，並未列入文物徑內，是屏山文物徑的沿線文物之一。若虛書室於明末由屏山鄧族十八世祖鄧若虛所建，至今已有超過300年歷史。在1981年被列為香港三級歷史建築
若虛書室以往是供族中弟子讀書的地方，書室內亦有設有宿舍。
若虛書室曾於60年代進行大型修葺，許多內部結構已經修改了。
若虛書室大門聯：

門環碧水觀龍躍，地枕屏山聽鹿鳴。
若虛書室大廳聯：

福祿自天來仍賴先人積德，

壽元憑命注還祈後世延齡。

## 相片

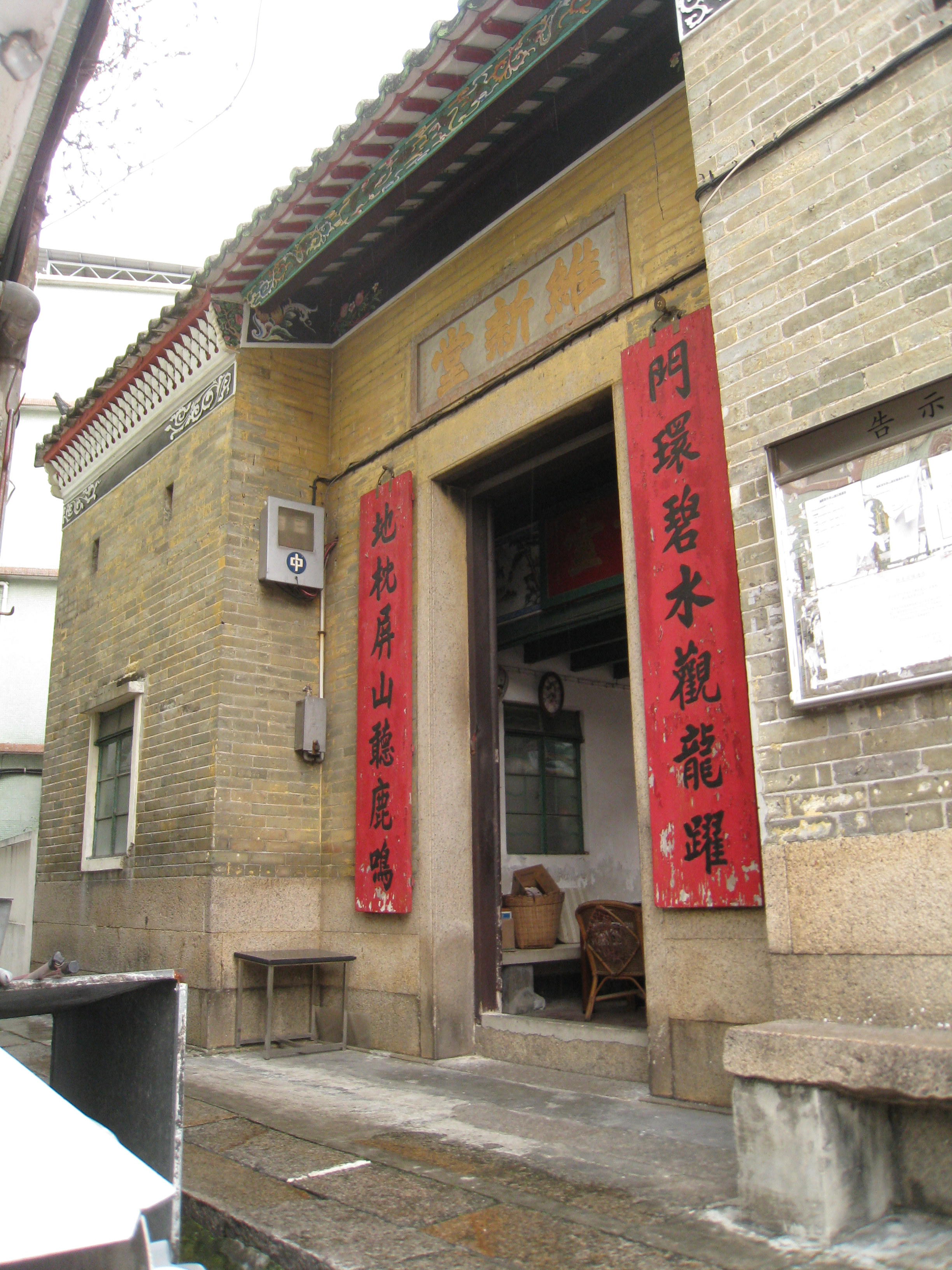
若虛書室正門
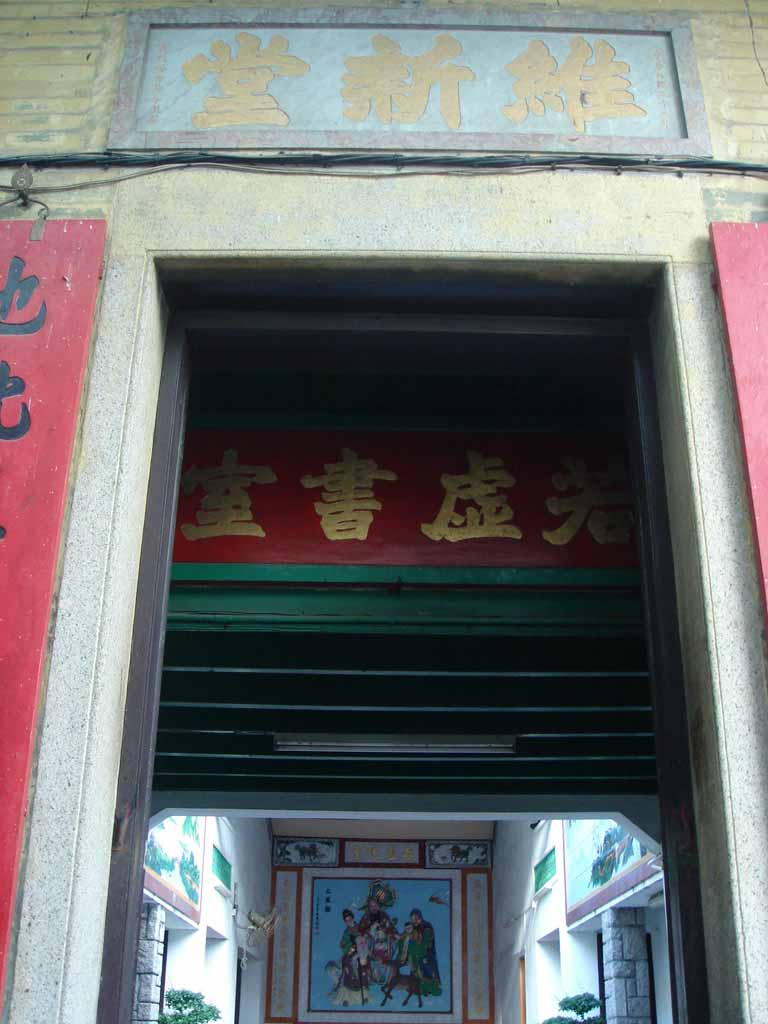
若虛書室正門
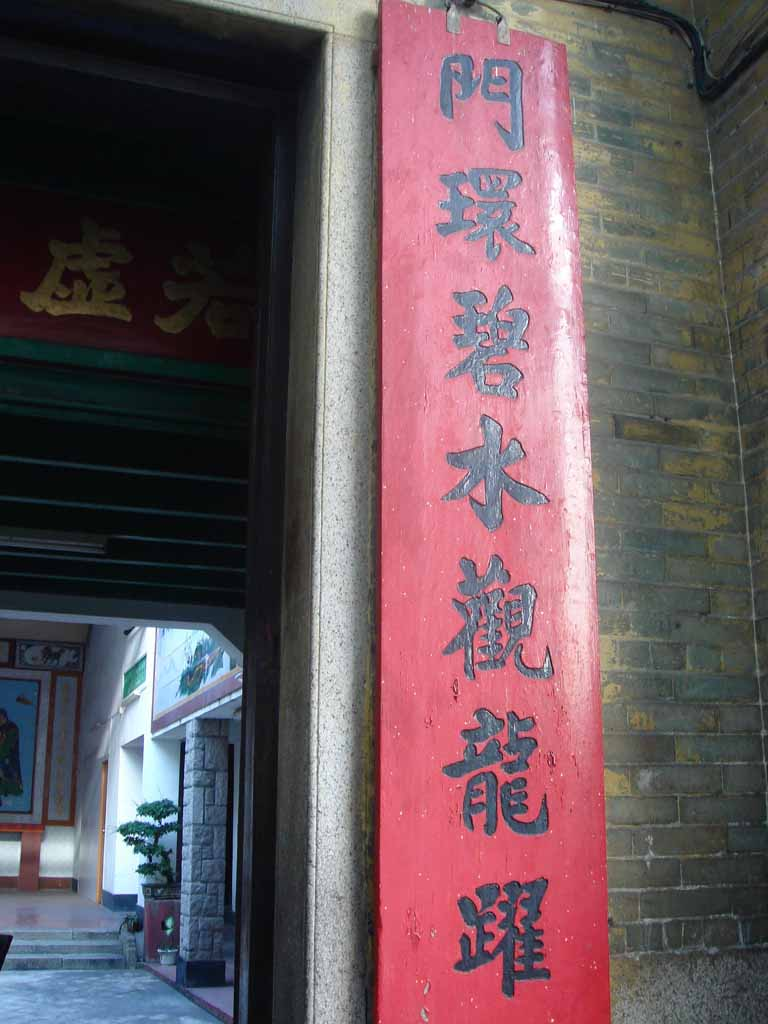
若虛書室正門左聯
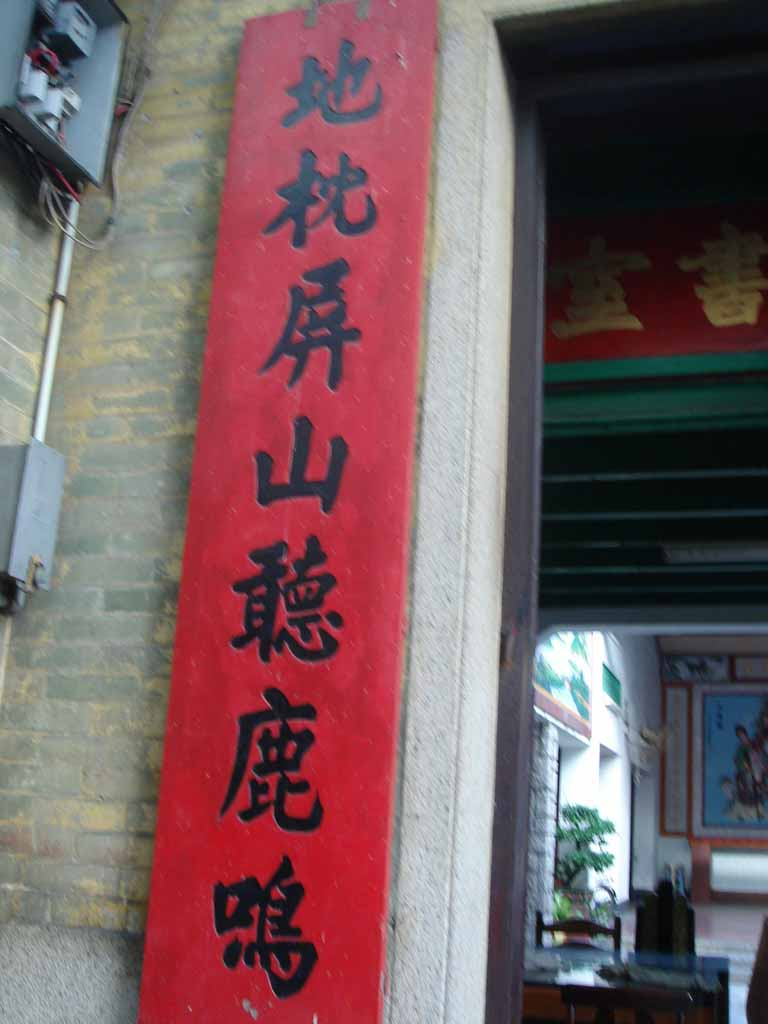
若虛書室正門右聯
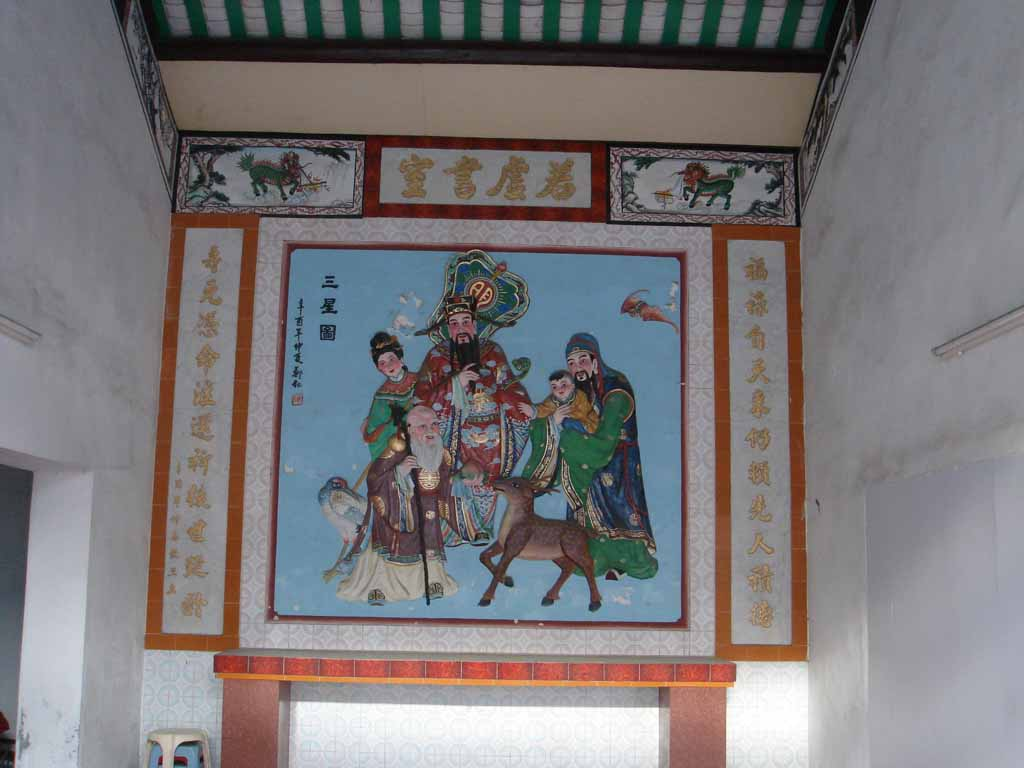
若虛書室正廳
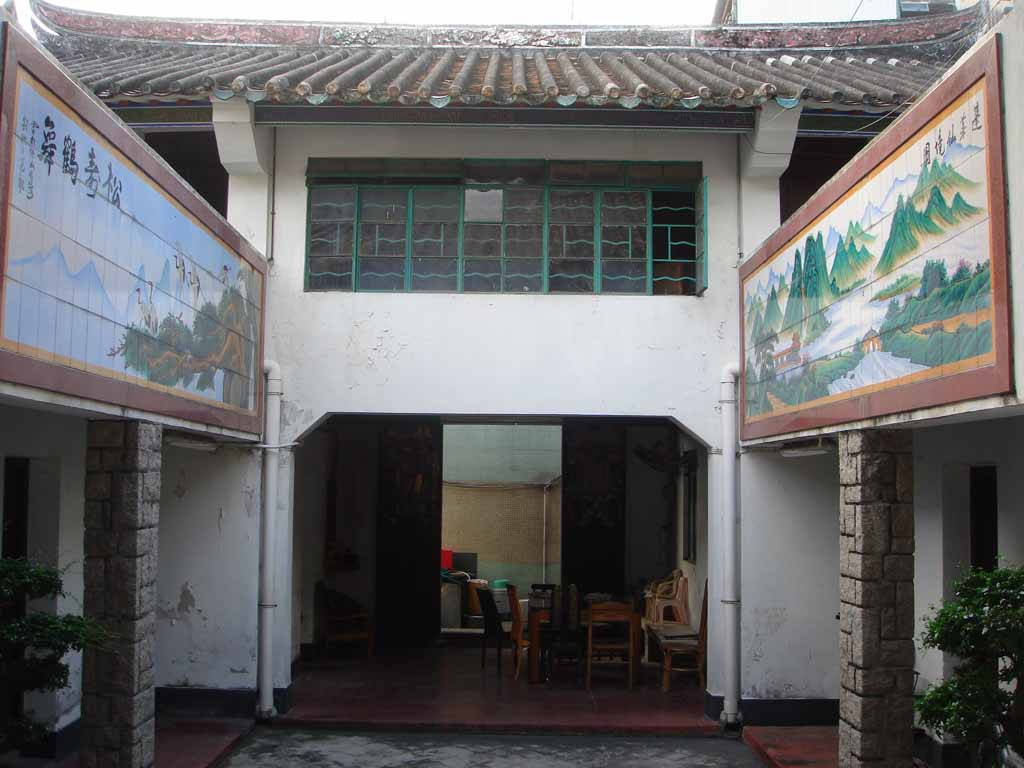
若虛書室天井及壁畫（中央為正門背面）
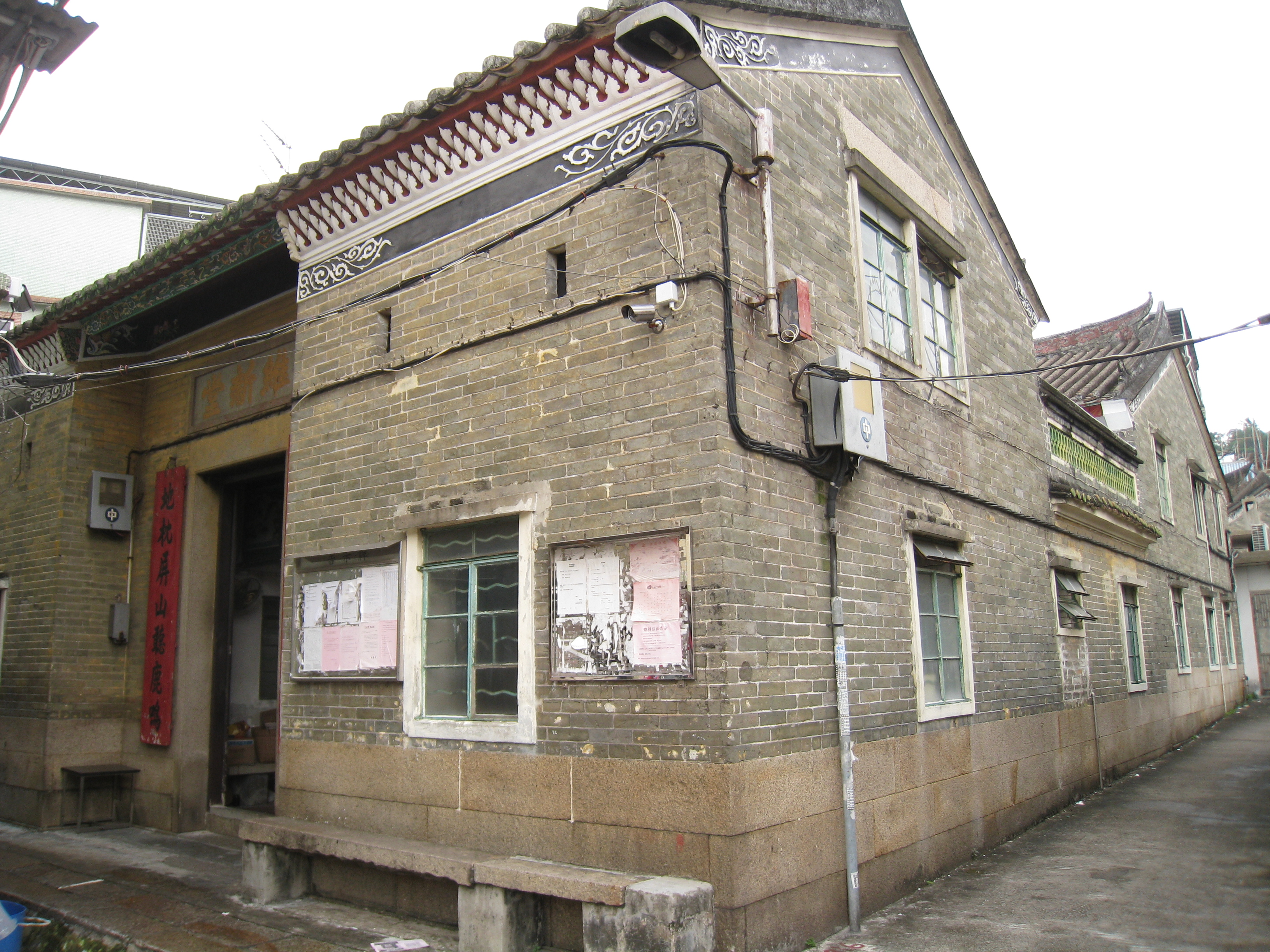
若虛書室外牆

## 外部連結
- 屏山文物徑
- 若虛書室大對聯是什麼意思？
- 若虚書室•元朗 （页面存档备份，存于）